# Fries roodbont

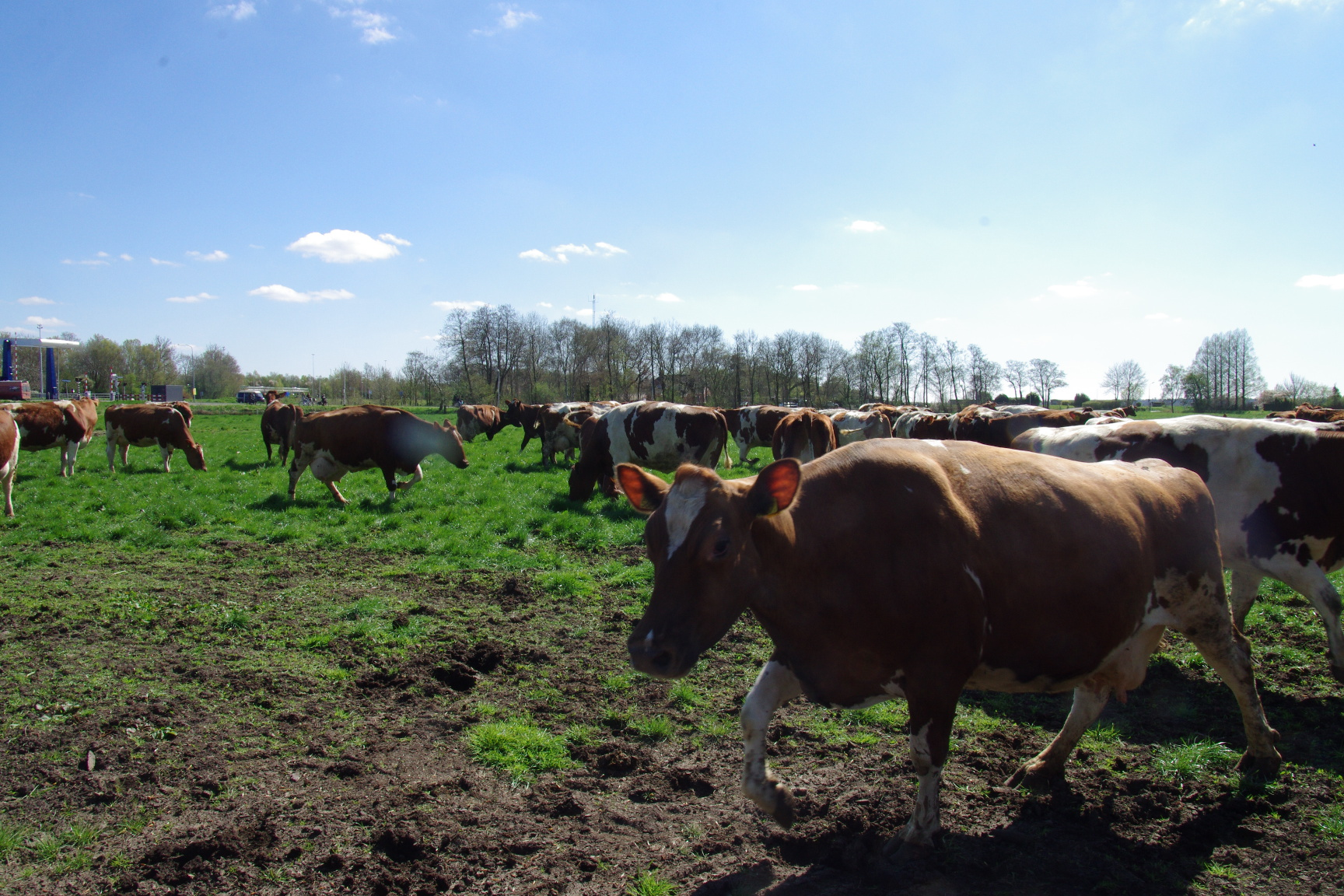
Roodbonte Friese koeien

Fries roodbont is een Nederlands rundveeras, met als oorsprong de provincie Friesland.
Het roodbonte Friese vee is een dubbeldoelras. Dit betekent dat een koe zowel melk als vlees levert. De vet- en eiwitgehaltes in de melk zijn hoog in vergelijking met de Holstein-Friesian. Het vlees is van een goede kwaliteit. De koeien hebben een goede vruchtbaarheid en sterke klauwen (hoeven) en benen. De melkproductie bedraagt gemiddeld per lactatie 5400 kg melk met 4,65 % vet en 3,54 % eiwit.

## Uiterlijk
Zoals de naam al zegt is de roodbonte Fries een roodbonte koe met rode vlekken die scherp begrensd zijn. De roodbonte kleur erft recessief over. Dit betekent dat als je een roodbonte stier met een roodbonte koe kruist, dit altijd een roodbont kalf voortbrengt. Koeien moeten een wit hartje (kol) voor op de kop hebben. Een bles is niet gewenst. Koeien hebben een kruishoogte van 130 – 140 cm en wegen gemiddeld 600 kg.

## Achtergrond
In de Middeleeuwen kwamen in Nederland vooral roodbonte koeien voor. Halverwege de 18e eeuw brak in Nederland de veepest uit. Hierdoor stierven veel koeien en om de veestapel aan te vullen werden er zwartbonte runderen uit Sleeswijk-Holstein en Jutland ingevoerd. Deze runderen werden gekruist met de roodbonte koeien. Doordat zwartbont dominant is over de roodbonte kleur verdween al na één generatie de roodbonte kleur. Wel ging een aantal fokkers door met het fokken van roodbonte Friese runderen.
Ook werd af en toe uit een zwartbonte koe een roodbont kalf geboren, maar deze kalveren waren niet gewenst en verdwenen via de achterdeur. Een voorbeeld hiervan is de in 1914 geboren eerste roodbonte stamboekstier De Vondeling 1.
In 1904 stopte het Nederlands Rundvee Stamboek (NRS) met de registratie van de roodbonte dieren. Het Fries Rundvee Stamboek (FRS) bleef deze dieren wel registreren.

## Zeldzaamheid
In 1993 waren er nog 17 Friese roodbonten met een stamboekregistratie. 
In 2020 waren er 594 volwassen koeien (≥ 2 jaar) die stonden ingeschreven in het stamboek. In 2021 waren er 778 vrouwelijke Friese roodbonten. Door gebruik te maken van een DNA-test is in 2019 het aantal ingeschreven stamboekdieren bijna verdubbeld. De inteelttoename per generatie is 0,25 – 0,50%. Volgens de normen van de FAO is het ras bedreigd maar wel stabiel. In 1993 werd de Stichting tot Behoud van het Roodbont Fries Vee opgericht met het doel het ras te behouden en de fok te bevorderen.

## Leeftijd
Een koe van Siebe Reitsma in Allingawier werd 24 jaar. De oudste Friese roodbonte koe in 2021 is Hibma 112, roepnaam Tjitske (geboren in Allingawier) van de kinderboerderij in de Merenwijk in Leiden.